# Balkh
Balkh (/bɑːlx/; Pashto và tiếng Ba Tư: بلخ, Balkh; tiếng Hy Lạp cổ: Βάκτρα, Báktra; tiếng Bactrian: Βάχλο, Bakhlo) là thị trấn ở tỉnh Balkh của Afghanistan, cách tỉnh lỵ Mazar-e Sharif 20 km về phía tây bắc, cách sông Amu Darya và biên giới Uzbekistan 74 km về phía nam. Đây là trung tâm Phật giáo, Hồi giáo, và Hỏa giáo thời cổ đại và là một trong các thành phố lớn của Khorasan.